# Fanny Horn Birkeland
Fanny Horn Birkeland z d. Welle-Strand (ur. 8 marca 1988 w Oslo) – norweska biathlonistka i biegaczka narciarska, srebrna medalistka olimpijska i trzykrotna medalistka mistrzostw świata.

## Kariera
Po raz pierwszy na arenie międzynarodowej pojawiła się 24 listopada 2007 roku w Geilo, kiedy w zawodach Pucharu IBU juniorów zajęła czwarte miejsce w sprincie. W 2008 roku wystartowała na mistrzostwach świata juniorów w Ruhpolding, gdzie zajęła czwarte miejsce w sztafecie, dziewiąte w sprincie, dziesiąte w biegu pościgowym i 23. miejsce w biegu indywidualnym.
W zawodach Pucharu Świata zadebiutowała 2 grudnia 2009 roku w Östersund, zajmując 62. miejsce w biegu indywidualnym. Pierwsze pucharowe punkty wywalczyła 10 grudnia 2010 roku w Hochfilzen, gdzie zajęła 30. miejsce w sprincie. Na podium zawodów tego cyklu jedyny raz stanęła 16 stycznia 2015 roku w Ruhpolding, wygrywając rywalizację w sprincie. W zawodach tych wyprzedziła Darję Domraczewą z Białorusi i swą rodaczkę - Tiril Eckhoff. Najlepsze wyniki osiągnęła w sezonie 2013/2014, kiedy zajęła 27. miejsce w klasyfikacji generalnej.
Podczas mistrzostw świata w Ruhpolding w 2012 roku wspólnie z Elise Ringen, Synnøve Solemdal i Torą Berger wywalczyła brązowy medal w sztafecie. Trzecie miejsce zajęła także w sztafecie mieszanej na rozgrywanych trzy lata później mistrzostwach świata w Kontiolahti. Startowała tam razem z Tiril Eckhoff, Johannesem Thingnesem Bø i Tarjei Bø. W 2016 roku razem z Synnøve Solemdal, Tiril Eckhoff i Marte Olsbu zwyciężyła w sztafecie na mistrzostwach świata w Oslo. Ponadto wywalczyła brązowy medal w tej konkurencji na igrzyskach olimpijskich w Soczi w 2014 roku. Był to jej jedyny start olimpijski. Była też między innymi dziewiąta w biegu masowym podczas MŚ 2016.
W 2017 roku zakończyła karierę.
Od 2015 roku jej mężem jest Lars Helge Birkeland.

## Osiągnięcia

### Igrzyska olimpijskie
| Rok  | Miejscowość | Konkurencje | Konkurencje | Konkurencje | Konkurencje | Konkurencje | Konkurencje | Konkurencje |
| Rok  | Miejscowość | IN          | SP          | PU          | MS          | RL          | MR          | SR          |
| ---- | ----------- | ----------- | ----------- | ----------- | ----------- | ----------- | ----------- | ----------- |
| 2014 | Soczi       | –           | –           | –           | –           | 2.          | –           | –           |

### Mistrzostwa świata
| Rok  | Miejscowość          | Konkurencje | Konkurencje | Konkurencje | Konkurencje | Konkurencje | Konkurencje | Konkurencje |
| Rok  | Miejscowość          | IN          | SP          | PU          | MS          | RL          | MR          | SR          |
| ---- | -------------------- | ----------- | ----------- | ----------- | ----------- | ----------- | ----------- | ----------- |
| 2011 | Chanty-Mansyjsk      | 29.         | 24.         | 31.         | 29.         | 5.          | –           | –           |
| 2012 | Ruhpolding           | 33.         | –           | –           | –           | 3.          | –           | –           |
| 2013 | Nové Město na Moravě | 54.         | 35.         | 37.         | –           | –           | –           | –           |
| 2015 | Kontiolahti          | 41.         | 79.         | –           | –           | 5.          | 3.          | –           |
| 2016 | Oslo                 | 31.         | 42.         | 19.         | 9.          | 1.          | 9.          | –           |
| 2017 | Hochfilzen           | 63.         | 72.         | –           | –           | –           | –           | –           |

### Mistrzostwa Europy
| Rok  | Miejscowość          | Konkurencje | Konkurencje | Konkurencje | Konkurencje | Konkurencje | Konkurencje | Konkurencje |
| Rok  | Miejscowość          | IN          | SP          | PU          | MS          | RL          | MR          | SR          |
| ---- | -------------------- | ----------- | ----------- | ----------- | ----------- | ----------- | ----------- | ----------- |
| 2009 | Ufa                  | 12.         | 8.          | 11.         | nd.         | 5.          | nd.         | –           |
| 2010 | Otepää               | 27.         | 7.          | 16.         | nd.         | 4.          | nd.         | –           |
| 2014 | Nové Město na Moravě | 7.          | –           | –           | –           | –           | –           | –           |

### Mistrzostwa świata juniorów
| Rok  | Miejscowość | Konkurencje | Konkurencje | Konkurencje | Konkurencje | Konkurencje | Konkurencje | Konkurencje |
| Rok  | Miejscowość | IN          | SP          | PU          | MS          | RL          | MR          | SR          |
| ---- | ----------- | ----------- | ----------- | ----------- | ----------- | ----------- | ----------- | ----------- |
| 2008 | Ruhpolding  | 23.         | 9.          | 10.         | nd.         | 4.          | nd.         | –           |

### Puchar Świata

#### Miejsca w klasyfikacji generalnej
| Sezon     | Miejsce |
| --------- | ------- |
| 2009/2010 | -       |
| 2010/2011 | 47.     |
| 2011/2012 | 47.     |
| 2012/2013 | 33.     |
| 2013/2014 | 27.     |
| 2014/2015 | 30.     |
| 2015/2016 | 29.     |
| 2016/2017 | 48.     |

#### Miejsca na podium chronologicznie
| Lp. | Dzień       | Rok  | Miejscowość | Konkurencja      | Lokata | Pudła | Czas biegu | Strata | Zwycięzca |
| --- | ----------- | ---- | ----------- | ---------------- | ------ | ----- | ---------- | ------ | --------- |
| 1.  | 16 stycznia | 2015 | Ruhpolding  | Sprint na 7,5 km | 1.     | 0+0   | 21:07,4    | –      | –         |

### Puchar IBU

#### Miejsca w klasyfikacji generalnej
| Sezon     | Miejsce |
| --------- | ------- |
| 2009/2010 | 20      |
| 2013/2014 | 43.     |

#### Miejsca na podium chronologicznie
| Lp. | Dzień        | Rok  | Miejscowość | Konkurencja      | Lokata | Pudła | Czas biegu | Strata | Zwycięzca                    |
| --- | ------------ | ---- | ----------- | ---------------- | ------ | ----- | ---------- | ------ | ---------------------------- |
| 1.  | 23 listopada | 2013 | Idre        | Sprint na 7,5 km | 2.     | 1+0   | 21:44,1    | +39,1  | Weronika Nowakowska-Ziemniak |